# Luigi Bianchi
 (février 2022).
Pour les articles homonymes, voir Bianchi.
Luigi Bianchi, né le 18 janvier 1856 à Parme en Italie, mort le 6 juin 1928 à Pise, fut un des mathématiciens italiens meneurs de l’école de géométrie italienne de la fin du XIXe siècle et du début du XXe siècle.

## Biographie
Comme son ami et collègue Gregorio Ricci-Curbastro, Bianchi étudia à l’École normale supérieure de Pise sous la direction d’Enrico Betti, un géomètre algébriste mieux connu aujourd’hui pour ses contributions à la topologie (voir les nombres de Betti), et d’Ulisse Dini, un mathématicien reconnu pour ses travaux en analyse. Bianchi a été grandement influencé par les idées de Bernhard Riemann et par les résultats sur les groupes de transformations de Sophus Lie et de Felix Klein.
Devenu professeur à l’École normale supérieure de Pise en 1896, il y passa l’essentiel de sa carrière. En 1890, Bianchi et Dini  supervisèrent la dissertation du géomètre Guido Fubini. C’est en 1898 que Bianchi travailla sur la classification des neuf classes d’isométrie possibles des groupes de Lie de dimension 3 d’isométries d’une variété riemannienne. Essentiellement, cela revient à classer à isomorphisme près[pas clair] les algèbres de Lie réelles tridimensionnelles. Ce travail vint compléter celui de Lie, qui avait quelques années plus tôt classifié les algèbres de Lie complexes.
Influencé par Luther P. Eisenhart et Abraham Haskel Taub, la classification de Bianchi joua un rôle central dans le développement de la théorie de la relativité générale. La liste des neuf classes d’isométries, pouvant être vues comme des algèbres de Lie, des groupes de Lie, ou des variétés riemanniennes homogènes de dimension 3, est maintenant communément appelée la liste des groupes de Bianchi.
En 1902, Bianchi écrivit ce qui aujourd’hui est connu sous le nom les identités de Bianchi en géométrie riemannienne. D’après Tullio Levi-Civita, ces identités avaient été établies vers 1880 par Ricci, mais Ricci les avait apparemment oubliées, ou du moins n’en avait pas saisi l’importance.
Bianchi a également réalisé la classification des espaces homogènes à trois dimensions. Cette classification est nommée en son honneur classification de Bianchi. En relativité générale et plus particulièrement en cosmologie cette classification permet d'étudier les différents types de configuration d’univers homogènes non nécessairement isotropes.

## Prix
En 1883 il reçoit le prix mathématique de l'Académie italienne des sciences.